# Robert Sedgewick (Richter)

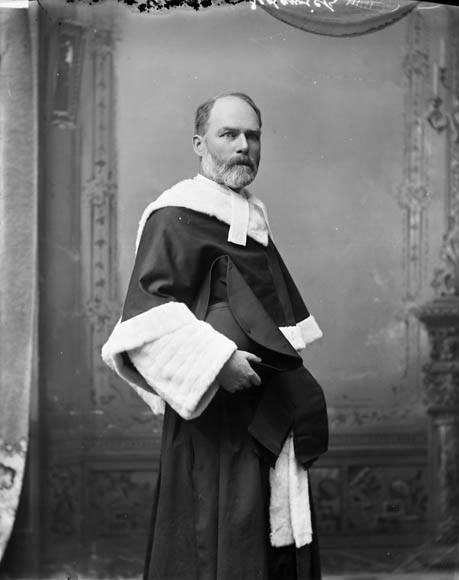
Robert Sedgewick (Mai 1896)

Robert Sedgewick (* 10. Mai 1848 in Aberdeen, Schottland; † 4. August 1906) war ein kanadischer Jurist, der zwischen 1893 und seinem Tode 1906 Richter am Obersten Gerichtshof von Kanada war.

## Leben
Robert Sedgewick, Sohn von Sedgewick und Jessie Middleton, wanderte als Kind mit seinen Eltern nach Nova Scotia aus und absolvierte zunächst ein grundständiges Studium an der Dalhousie University in Halifax, das er 1867 mit einem Bachelor of Arts (B.A.) abschloss. Es folgte ein Studium der Rechtswissenschaften in der Anwaltskanzlei des damaligen Premierministers von Ontario, John Sandfield Macdonald, in Cornwall. 1872 erhielt er zunächst seine anwaltliche Zulassung in Ontario sowie 1873 in Nova Scotia und betrieb bis 1888 eine eigene Anwaltskanzlei mit John James Stewart sowie später mit seinem Bruder James Adam Sedgewick und William Benjamin Ross in Halifax.
1883 gehörte Sedgewick zu den Mitgründern der zur Dalhousie University gehörenden Schulich School of Law, die als eine der ersten juristischen Fakultäten von Universitäten des britischen Weltreiches einen Abschluss im Common Law anbot, also dem in den englischsprachigen Ländern vorherrschenden Rechtskreis, der sich nicht nur auf Gesetze, sondern auf maßgebliche richterliche Urteile der Vergangenheit – sogenannte Präzedenzfälle – stützt (Fallrecht) und auch durch richterliche Auslegung weitergebildet wird. Er übernahm danach auch eine der ersten Professuren an der Schulich School of Law. Am 25. Februar 1888 wurde er von Premierminister John Macdonald zum stellvertretenden Justizminister und stellvertretenden Generalstaatsanwalt von Kanada (Deputy Minister of Justice and Deputy Attorney General) und bekleidete diese Ämter bis 1893. In dieser Funktion war er maßgeblich an dem Entwurf zum ersten Strafgesetzbuch Kanadas beteiligt, das 1892 in Kraft trat.
Im Anschluss wurde Sedgewick am 18. Februar 1893 von Premierminister John Thompson als Nachfolger von Samuel Henry Strong zum Richter am Obersten Gerichtshof von Kanada berufen. Dem Obersten Gerichtshof gehörte Patterson bis zu seinem Tode am 4. August 1906 an.